# بخش یورک (شهرستان مدینه، اوهایو)
بخش یورک (به انگلیسی: York Township) یک منطقهٔ مسکونی در ایالات متحده آمریکا است که در شهرستان مدینا، اوهایو واقع شده‌است.
 بخش یورک ۵۳٫۱ کیلومتر مربع مساحت و ۲٬۹۱۲ نفر جمعیت دارد و ۲۹۷ متر بالاتر از سطح دریا واقع شده‌است.